# 韋爾米爾斯 (紐約州)
韋爾米爾斯（英語：Vail Mills）是位於美國紐約州富爾頓縣的非建制地區。

## 歷史
韋爾米爾斯的郵局於1838年設立，其後於1933年停運。

## 地理
韋爾米爾斯所處的海拔為高於海平面238米（即781英呎），而該地所採用的時區為UTC-5，即北美东部时区（EST）。同時該地設有夏令時間，為UTC-5調快一小時，即UTC-4（EDT）。